# Pachypeza joda
Pachypeza joda es una especie de escarabajo del género Pachypeza, familia Cerambycidae.

## Historia
Fue descrita científicamente por primera vez en el año 1945 por Dillon & Dillon.